# Козма Карамачо
Козма Карамачо (на гръцки: Κοσμάς Καραμάτσος, Космас Карамацос) е гръцки революционер, деец на Гръцката въоръжена пропаганда в Македония от началото на XX век.

## Биография
Космас Карамацос е роден в голямото българско село Загоричани, тогава в Османската империя. Присъединява се към гръцката пропаганда и действа в Костурско и Корещата. По време на Иванчовата афера се отличава като предател. След края на аферата нелегалният ръководител на ВМОРО Кузман Стефов слиза на 6 ноември 1901 година посред бял ден в Загоричани с част от четата си, застрелва Карамачо, а четниците смачкват главата му с приклади на селския площад.